# Zagyvapálfalva vasútállomás
Zagyvapálfalva vasútállomás egy Nógrád vármegyei vasútállomás, Salgótarján Zagyvapálfalva városrészében, a MÁV üzemeltetésében. A névadó településrész központjában helyezkedik el, közúti megközelítését a 2302-es útból, annak kezdeti szakaszán kiágazó 23 302-es út biztosítja.
Az állomás jegypénztár nélküli, nincs jegykiadás.

## Vasútvonalak
Az állomást az alábbi vasútvonalak érintik:
- Hatvan–Somoskőújfalu-vasútvonal

## Kapcsolódó állomások
A vasútállomáshoz az alábbi állomások vannak a legközelebb:
- Salgótarján külső vasútállomás (Hatvan–Somoskőújfalu-vasútvonal)
- Kisterenye-Bányatelep megállóhely (Hatvan–Somoskőújfalu-vasútvonal)

## Forgalom

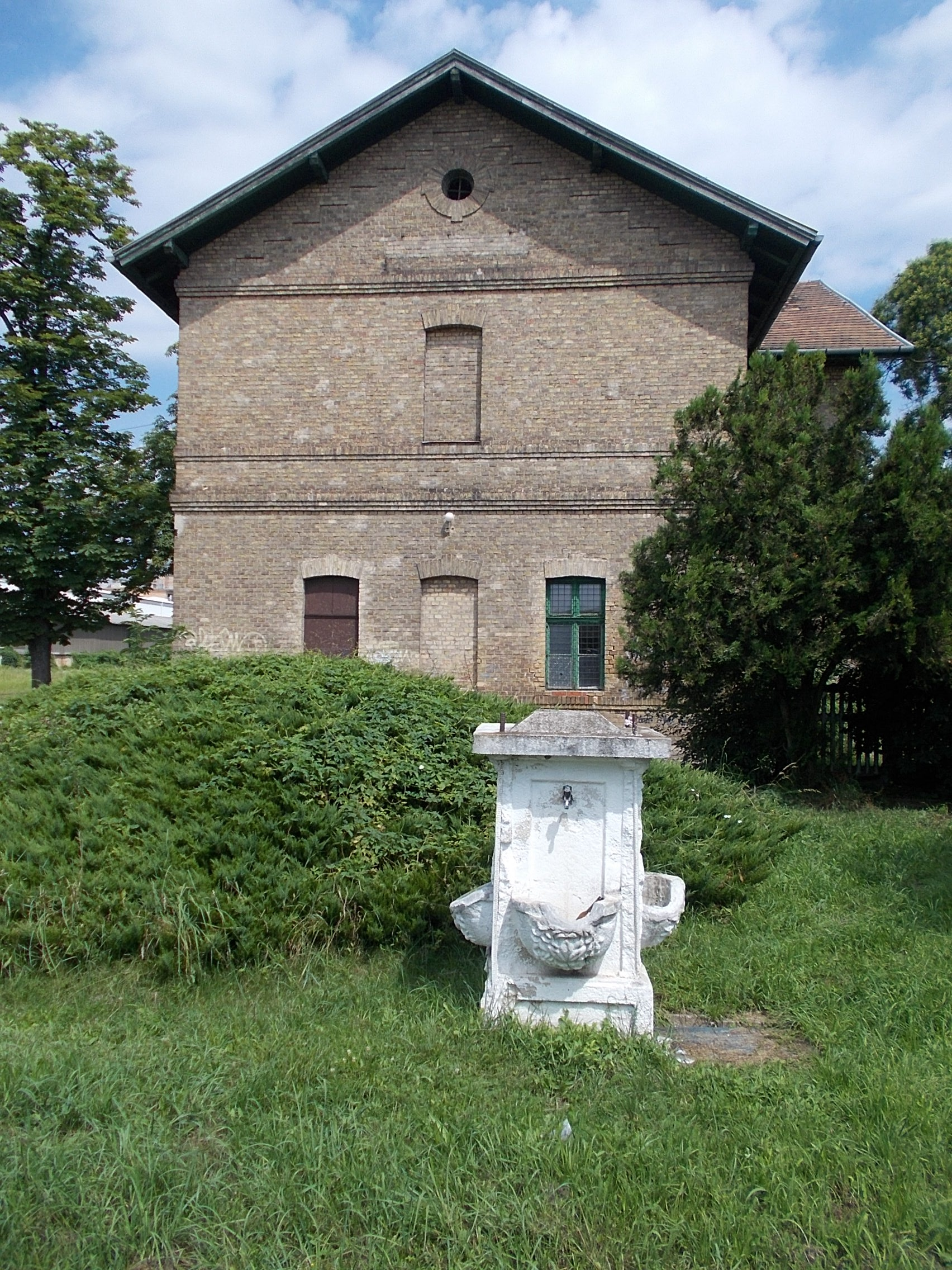
A felvételi épület és az ivókút (2020)

| Járat        | Útvonal | Gyakoriság   |
| ------------ | --- | ------------ |
| személyvonat | Hatvan – Mátravidéki Erőmű – Lőrinci – Selyp – Apc-Zagyvaszántó – Jobbágyi – Szurdokpüspöki – Pásztó – Mátraszőlős-Hasznos – Tar – Mátraverebély – Nagybátony – Kisterenye – Kisterenye-Bányatelep – Zagyvapálfalva – Salgótarján külső – Salgótarján – Somoskőújfalu | 1-2 óránként |